# Cylindroiulus ibericus
Cylindroiulus ibericus är en mångfotingart som beskrevs av Henri W. Brölemann 1913. Cylindroiulus ibericus ingår i släktet Cylindroiulus och familjen kejsardubbelfotingar. Inga underarter finns listade i Catalogue of Life.